# Зайцеве (Сватівський район)
За́йцеве (до 2016 року — Іллі́чівка) — село в Україні, у Троїцькій селищній громаді Сватівського району Луганської області. Населення становить 235 осіб. Орган місцевого самоврядування — Воєводська сільська рада.
Постановою Верховної Ради України від 19 травня 2016 р. перейменоване на Зайцеве.

## Населення

### Мова
Розподіл населення за рідною мовою за даними перепису 2001 року:
| Мова       | Кількість | Відсоток |
| ---------- | --------- | -------- |
| українська | 207       | 88.09%   |
| російська  | 28        | 11.91%   |
| Усього     | 235       | 100%     |